# Louis Le Mire
Pour les articles homonymes, voir Le Mire.
Louis Le Mire, né le 14 octobre 1738 à Rouen et mort en 1757 à Paris, est un peintre français.

## Biographie
Frère du graveur Noël Le Mire, Louis Le Mire montra fort jeune les plus heureuses dispositions pour l’étude du dessin, et il atteignait à peine sa douzième année, que déjà l’Académie de Rouen le proclamait une seconde fois lauréat, pour le récompenser des rapides progrès qu’il avait fait dans cet art.
Devenu l’élève de son frère Noël pour la gravure, Louis Le Mire s’était annoncé, par la précocité de son talent, comme devant bientôt surpasser son maître mais, livré sans frein à tous les excès d’une fougueuse jeunesse, cet artiste vit, en peu de temps, se briser les ressorts d’un tempérament qui promettait d’être robuste.
Louis Le Mire mourut chez son frère âgé de seulement dix-neuf ans et on ne connaît guère de lui que les planches qu’il avait gravées d’après Oudry pour l’édition in-folio des Fables de La Fontaine.

## Sources
- Théodore-Éloi Lebreton, Biographie rouennaise, Rouen, Le Brument, 1865, p. 238-9
- Notices d'autorité :   - VIAF
  - ISNI
  - BnF (données)
  - IdRef
  - GND
- Ressource relative aux beaux-arts :   - Bénézit